# Complicaciones:Confesiones de un cirujano sobre una ciencia imperfecta
Complications: A Surgeon's Notes on an Imperfect Science (Complicaciones. Confesiones de un cirujano sobre una ciencia imperfecta. [ed. Antoni Bosch]) es una colección de libros de no ficción que incluye una serie de ensayos escritos por el cirujano estadounidense Atul Gawande, quien redactó el texto durante su residencia en cirugía general en el Hospital Brigham and Women's. La obra fue publicada en 2002 por la editorial Picador.
El libro está dividido en tres secciones: falibilidad, misterio e incertidumbre, todas profundizando en los problemas a los que los médicos se pueden enfrentar al poner en práctica distintos procedimientos en medicina. Cada una de estas secciones presenta diferentes desafíos que los médicos deben afrontar y que los hacen imperfectos y con posibilidades de fallo, lo que resulta en que inevitablemente se cometan errores.

## Temas

### Falibilidad en Medicina
Al escribir Complications, Gawande intenta dilucidar las consecuencias del ejercicio de la medicina. En muchos de los ensayos incluidos en el libro, en particular Cuando los médicos cometen errores y La educación de un cuchillo, se muestran muchos de los errores que los médicos pueden cometer al tratar a sus pacientes. En estos dos ensayos, Gawande analiza sus propias luchas internas al insertar un catéter venoso central y realizar una traqueotomía de emergencia que casi resulta en la muerte de un paciente. Estas anécdotas sirven para arrojar luz sobre la falibilidad de los médicos y la naturaleza imperfecta de la medicina. Dado que los médicos son humanos, también son propensos a cometer errores al evaluar las condiciones de sus pacientes o al realizar un determinado procedimiento médico. Esta humanización de los médicos que tiene lugar en Complicaciones alivia la presión que pueden sentir los médicos cuando cometen errores humanos y también exige una nueva cultura de los pacientes. Al conocer la falibilidad presente en la práctica de la medicina, los pacientes con más información pueden saber cómo hacer las preguntas correctas en los momentos correctos para contribuir a que los médicos puedan reducir la posibilidad de cometer errores y al mismo tiempo saber cuándo tener fe en el sistema durante situaciones de emergencia.